# Superagent 86 de pel·lícula
|  | Aquest article tracta sobre la versió cinematogràfica del Superagent 86. Vegeu-ne altres significats a «Superagent 86». |

Superagent 86 de pel·lícula (títol original en anglès, Get Smart) és una pel·lícula de 2008, adaptació cinematogràfica de la sèrie paròdica d'espies de Mel Brooks i Buck Henry del 1960, Superagent 86 (Get Smart a la versió original). Està dirigida per Peter Segal i protagonitzada per Steve Carell com Maxwell Smart i Anne Hathaway com l'Agent 99. Alan Arkin interpreta el Cap. També en formen part: Dwayne Johnson, Terrence Stamp, Terry Crews, David Koechner, Masi Oka, Ken Davitian, Larry Miller, Patrick Warburton i Dalip Singh. Bernie Kopell, que va interpretar Siegfried a la sèrie original també hi fa una breu interpretació, i Bill Murray hi apareix com l'Agent 13, amagat al tronc buit d'un arbre. Part de la pel·lícula es va filmar al campus de la Universitat McGill a Mont-real, Quebec. Les altres escenes van ser filmades a Washington DC i Los Angeles, Califòrnia. Es va doblar i subtitular al català.

## Argument
Maxwell Smart (Steve Carell), analista de la ultrasecreta agència d'intel·ligència CONTROL dels EUA, espera convertir-se en un agent de camp com el seu ídol, l'Agent 23 (Dwayne Johnson). Però, malgrat la seva alta puntuació en les proves d'acceptació, se li nega la promoció, ja que el Cap de CONTROL (Alan Arkin) creu que Max és massa valuós com a analista. Això canvia quan la seu de CONTROL és atacada per integrants de l'organització KAOS, dirigida per Siegfried (Terence Stamp). Durant l'atac a CONTROL, les identitats dels agents són revelades i comencen a ser assassinats. Davant d'aquesta situació, Max es converteix en l'Agent 86 i juntament amb l'Agent 99 (Anne Hathaway), la identitat de la qual ha pogut ser protegida gràcies a la seva recent operació de cirurgia plàstica, és enviat a investigar l'organització. Mentrestant, els antics agents de camp, com l'Agent 23, són degradats a treballs burocràtics.
Max i l'Agent 99 viatgen a Rússia per tal de determinar com KAOS ha estat obtenint armes nuclears. El viatge a Moscou però, ja comença mogut. En un principi, tenien previst llançar-se en paracaigudes de l'avió que els duia a la capital, però el mercenari de Sigfried, Dalip, els persegueix tractant d'atrapar-los. Afortunadament, la persecució acaba bé pels agents els quals escapen per poc de Dalip. El viatge continua per terra i, camí de Moscou, paren en un poblet on, per casualitat, el principal assassí de KAOS, Krstic, està donant una festa. Després d'infiltrar-se a casa seva, Max lluita amb ell i el mata, continuant de seguida el seu viatge a Moscou. En arribar allà, Max descobreix un dipòsit d'armes nuclears encobert per una fleca. Per tant, s'hi infiltren i el fan esclatar completament. Per tal de supervisar la situació posterior a l'explosió i netejar qualsevol pista, el Cap hi envia a l'Agent 23. Malauradament, no s'hi troben proves d'armes nuclears, la qual cosa provoca sospites sobre la lleialtat de Max i fa creure al Cap (i a una trista Agent 99) que és un agent doble.
En aquest moment és quan Siegfried proclama que ha distribuït armes nuclears entre diferents dictadors i amenaça al Govern dels Estats Units d'activar-les si no se li paguen 200 milions de dòlars. A més, per tal de donar credibilitat a la seva amenaça, Siegfried decideix col·locar una bomba nuclear a Los Angeles durant la visita del President. El vicepresident però, no creu les advertències de CONTROL de la seriositat d'aquesta amenaça i el Cap i els Agents 99 i 23 decideixen arribar-se a la ciutat per tal d'avisar directament al President. Pel seu compte, Max, que havia estat tancat acusat de ser agent doble, descobreix l'existència de la bomba. Per això, s'escapa utilitzant l'antena d'una ràdio i s'equipa per anar també a Los Angeles, reunir-se amb el Cap i avisar-lo. Quan es retroben, Max aconsegueix convèncer el seu Cap i a l'Agent 99 de la seva innocència però, tot i així, l'Agent 23 en segueix dubtant. És en aquest moment quan Max detecta rastres de radiació en l'Agent 23 (que havia caminat a través de la instal·lació nuclear de Moscou), i els tres s'adonen que l'Agent 23 és el vertader agent doble. Després d'una impressionant persecució, en la qual l'Agent 23 pren com a ostatge a l'Agent 99 i fuig amb el ràdio-detonador de la bomba, l'Agent 89 aconsegueix detenir-lo. En el procés però, la bomba nuclear localitzada a Los Angeles s'activa fent que el principal objectiu ara sigui trobar-la abans que exploti. Mitjançant un procediment analític, Max dedueix que la bomba es troba a l'auditori on se celebrarà un concert en honor del President i que aquesta s'activarà al sonar l'última nota de la melodia de l'"Himne a l'Alegria". Amb aquest perill, Max i els altres agents arriben al concert just a temps per evitar que el pianista teclegi el final de la partitura i, per tant, es detingui la bomba. Davant el fracàs del seu pla, Siegfried, que es troba en un cotxe en direcció contrària a Los Angeles, provoca a Dalip insultant la seva esposa i aquest, cansat i enfadat amb el seu comportament, acaba llançant-lo al riu.
La pel·lícula conclou amb els herois celebrant el seu èxit a la nova seu de CONTROL reconstruïda. El President està molt impressionat amb l'organisme, especialment amb Max. A més, Max i l'Agent 99 comencen a sortir junts i compren un cadell. La pel·lícula acaba amb Max i 99 deixant el CONTROL a través de les portes de seguretat, però quedant en Max atrapat en l'última porta.